# 30195 Akdemir
30195 Akdemir este un asteroid din centura principală de asteroizi.

## Descriere
30195 Akdemir este un asteroid din centura principală de asteroizi. A fost descoperit pe 7 aprilie 2000 la Socorro, New Mexico, în cadrul proiectului LINEAR. Asteroidul prezintă o orbită caracterizată de o semiaxă mare de 2,42 ua, o excentricitate de 0,19 și o înclinație de 6,2° în raport cu ecliptica.